# Soppulsan
Soppulsan (koreanska: 소뿔산) är ett berg i Sydkorea.   Det ligger i provinsen Gangwon, i den norra delen av landet, 110 km öster om huvudstaden Seoul. Toppen på Soppulsan är 1 121 meter över havet, eller 383 meter över den omgivande terrängen. Bredden vid basen är 6,8 km.
Terrängen runt Soppulsan är huvudsakligen kuperad. Runt Soppulsan är det ganska glesbefolkat, med 38 invånare per kvadratkilometer. I omgivningarna runt Soppulsan växer i huvudsak blandskog.